# 穆斯萊克鎮區 (明尼蘇達州卡爾頓縣)
穆斯萊克鎮區（英語：Moose Lake Township）是位於美國明尼蘇達州卡爾頓縣的一個行政鎮區。

## 地方資料
穆斯萊克鎮區的面積為86.80平方千米，當中陸地面積為84.70平方千米，而水域面積為2.10平方千米。根據2020年美國人口普查的數據，當地共有人口988人，而人口密度為每平方千米11.38人。